# Ямган
Ямган — один из 29 районов провинции Бадахшан на востоке Афганистана. Он был создан в 2005 году из части района Бахарак.

## Население
Численность населения (оценка, а не по переписи) — 20 000, в основном исмаилиты.

## История
Во время Гражданской войны в Афганистане этот район находился под влиянием талибов (с 2015 по 2019 год), а после афганские национальные силы безопасности объявили, что полностью контролируют территорию. В конце марта 2020 года этот район был окончательно захвачен талибами.